# Myron Bereza
Myron Bereza (ukr. Мирон Береза, ur. w Tarnopolu, Polska) – kanadyjski piłkarz pochodzenia ukraińskiego, reprezentant Kanady.

## Kariera piłkarska

### Kariera klubowa
Urodził się na kresach wschodnich Polski, w latach 40. XX wieku wyjechał do Kanady. Rozpoczął karierę piłkarską w klubie Toronto Ukrainians, występującym w Eastern Canada Professional Soccer League. Tak jak sezon w Kanadzie rozgrywany był systemem wiosna-jesień, a w USA jesień-wiosna, to w międzyczasie w sezonie 1955-1956 również występował w amerykańskim klubie Rochester Ukrainians. W 1966 zakończył karierę piłkarską w Toronto Ukrainians.

### Kariera reprezentacyjna
W 1957 bronił barw narodowej reprezentacji Kanady. Łącznie rozegrał dwa mecze.